# 上海燃气
上海燃气有限公司是中華人民共和國上海市一家公營燃氣供應企業，成立於2003年12月26日，隶属于申能（集团）有限公司。该公司由上海燃气市北销售有限公司、上海燃气浦东销售有限公司、上海大众燃气有限公司、上海吴淞制气有限公司、上海浦东煤气制气有限公司、上海石洞口煤气制气有限公司、上海天然气管网有限公司、上海石油液化气经营有限公司等公司組合而成。申能集團佔股75%，港華燃氣佔股25%。上海燃气的燃氣來源主要來自於西氣東輸的天然氣和洋山液化天然氣。其中洋山液化天然氣佔比更是達到50%。
2020年10月份，上海燃气与港华燃气在上海与香港两地同步举行合资合作仪式，上海燃气通过“混改”增资的方式，引入港华燃气作为其战略合作伙伴。增资后，港华燃气持有上海燃气25%股权。2021年，港华燃气与上海燃气举行气源协同框架协议签订仪式。上海燃气将认购港华燃气25%股权，完成双方交叉持股。

## 外部連結
- 官方网站